# Jan Feyen
Jan Feyen, O. Praem. (Waterschei, 1 januari 1920 - Imde, 13 januari 1993)  was een Belgisch norbertijns pater, organist en beiaardier.

## Levensloop
Hij volgde college bij de kruisheren in Maaseik en trad op 16 augustus 1938 in bij de norbertijnen van Grimbergen. In 1940 legde hij zijn geloften af en op 10 augustus 1944 werd hij priester gewijd.  Hij oefende in de abdij de functies uit van leraar kerkgeschiedenis, sociologie, kerkelijk recht en Bijbel.  Hij was ook archivaris en bibliothecaris. In 1945 ontlook zijn belangstelling voor de beiaard en in 1947 begon hij les te volgen aan de beiaardschool van Mechelen, waar hij zijn diploma behaalde op 12 juli 1951.
Op 21 januari 1959 werd hij officieel als beiaardier van Grimbergen aangesteld.
Feyen noemde zichzelf weleens de "hoogste ambtenaar van Grimbergen" en was nationaal en internationaal een veel beluisterde beiaardier.  Zijn beiaardspel was vaak te horen op de radio op de zondag om kwart voor tien.  In 1980 schreef de Gazet van Antwerpen dat hij "de personificatie was van al wat met de beiaardkunst te maken heeft".  Feyen overleed na een rijk gevuld leven op 13 januari 1993.
In 1994 werd in overleg met de toenmalige burgemeester van Grimbergen, Jean-Pol Olbrechts, de jaarlijkse Pater Feyen-dag in het leven geroepen. Op die dag sluit een gastbeiaardier het beiaardseizoen af.